# 畠山麦
畠山 麦（はたけやま ばく、1944年6月18日 - 1978年7月13日）は、日本の俳優。本名：畠山 昭夫（はたけやま あきお）。
長野県南佐久郡南牧村出身。早稲田大学中退。葦プロダクションに所属していた。

## 来歴
高校卒業後、早稲田大学を中退して陸上自衛隊に入隊。その後、俳優を志して数々のテレビドラマに出演する。『柔道一直線』『アテンションプリーズ』（ともにTBS）などを経て、1971年『ガッツジュン』（同）にキャッチャー・野島役でレギュラー出演した。
1975年には『秘密戦隊ゴレンジャー』（NET）にキレンジャー / 大岩大太役で出演。当初、畠山は漫画家のすがやみつるの従兄弟が経営する芸能事務所に所属しており、すがやが上京したばかりのころからの友人だった。畠山が短編映画『フィンガー5の大冒険』（石森章太郎監督、東映）に出演したばかりのころ、すがやが『真田十勇士』のコミカライズ版の打ち合わせで石森宅を訪れると、ちょうど石森プロのマネージャーが東映のプロデューサーの平山亨から『秘密戦隊ゴレンジャー』のキャスティングについて相談を受けているところだった。すがやが意図的に石森へ話しかける形で畠山の名を出すと、マネージャーが「キレンジャーは、彼がいいんじゃない?」と反応し、平山も同意したために即決となった。
1978年7月13日、『特捜最前線』（テレビ朝日）第71話「恐怖のタクシードライバー！」の撮影期間中に、出番を残したまま自宅で首吊り自殺。34歳没。

## 人物・エピソード
- 特技は、レース編み、料理[2]。
- 芸名の「畠山 麦」は、踏まれてもしぶとく立ち上がるという意味で命名された[6]。
- 東映プロデューサーの吉川進は、畠山の三枚目としての演技を評価しており、キレンジャーのコミカルなキャラクターが『ゴレンジャー』をヒットさせた要因の1つであると述べている[7]。
- 『ゴレンジャー』で共演した宮内洋とは自宅も近かったことから仲が良く、宮内の車でともに撮影所へ向かうことも多かったという[7]。また、『快傑ズバット』の第29話で用心棒であるテニスの陣太郎役でゲスト出演している。これは宮内から「是非出演してほしい」と要望があり出演を快諾した[8][9]。
- 『特捜最前線』に出演中で『ゴレンジャー』でも共演していた誠直也は、NGを連発する畠山を気遣い「明日のロケが終わったら飲みに行きましょう」と声をかけ、畠山も愉しみにしていた[10]。しかし翌日も畠山の撮影はなかなかOKが出ず、先に撮影を終えた誠は翌日の再会を約束し、やむを得ず先に帰る[10]。翌朝は火葬場でのロケから開始したが、一向に現場に現れない畠山を心配しマネージャーが自宅を訪ねると亡くなっていたという[10]。誠は「ツラかったよ、あれは…」と後年のインタビューで語っている[10]。すがやみつるは当時、自分が気をきかせて売り込んだことに責任を感じ、滅入っていたことを明かしている[5]。
- 『猿の軍団』で共演した潮哲也とは飲食店に出かけ、一緒に呑む間柄であった。支払いが不足した場合は畠山が支払っており、潮は「面倒見の良い人物で、後年訃報を聞いたときはショックだった」と述べている[11]。

## 出演

### テレビドラマ
- 五人の野武士 第8話「戦乱に咲く」（1968年、NTV）
- 青空にとび出せ!（1969年、TBS）
- 女殺し屋 花笠お竜 第3話「狂犬の歌がきこえる」（1969年、12ch）
- 東京バイパス指令 第58話「贋札（がんぺい）稼業」（1969年、NTV）
- 特別機動捜査隊 第410話「蒼い母の復讐」（1969年、NET） - 学生A
- 時間ですよ（1970年、TBS）
- 柔道一直線（1970年、TBS） - 松山俊夫
- アテンションプリーズ 第24話（1970年、TBS）
- 二人の世界（1970年、TBS） - 安彦
- ガッツジュン（1971年、TBS） - 野島大吉
- 太陽の涙（1971年、TBS） - 及川勉（小倉一郎）の友人
- ワン・ツウ・アタック! 第11話「秘密兵器は何だ?」（1971年、12ch） - 養豚業者
- プレイガール（12ch）
  - 第110話「怪談 女の髪が濡れるとき」（1971年）
  - 第156話「妻は過去に何をされたか?」（1972年）
  - 第171話「勢揃いやわ肌仁義」（1972年）
  - 第180話「女はどたん場で勝負する」（1972年） - 警官
- おらんだ左近事件帖 第7話「生きろ! 左平次」（1971年、CX） - 番太
- 青空浪人 第12話「おみくじ大吉札」（1971年、NTV） - 煙草売りの男
- 荒野の素浪人（NET）
  - 第1シリーズ
    - 第10話「反逆 隠し砦の血闘」（1972年）
    - 第54話「銃撃 地獄の用心棒」（1973年） - 茂一

  - 第2シリーズ 第11話「地獄の沙汰」（1974年） - 町人
- ウルトラマンA（TBS）
  - 第2話「大超獣を越えてゆけ!」（1972年）- 工事現場作業員 ※ノンクレジット
  - 第49話「空飛ぶクラゲ」（1973年） - 村人
- だから大好き! 第4話「悪い人なんかじゃなーい」（1972年、NTV）
- さすらいの狼 第5話「ふたりの竜」（1972年、NET） - 三次
- 仮面ライダー 第72話「吸血モスキラス対二人ライダー」（1972年、MBS） - ホテルの番頭
- なんたって18歳! 第44話「恋か仕事か悪法フンサイ」（1972年、TBS）
- 変身忍者 嵐 第25話「恐怖怪談! 魔女ゴルゴン呪いの城!!」（1972年、MBS） - 花婿 [注釈 2]
- ミラーマン 第45話「少年と黒い大怪獣」（1972年、CX） - 真次
- 泣くな青春 第7話「迷える羊」（1972年、CX） - 吉沢
- 緊急指令10-4・10-10 第20話「宇宙から来た暗殺者」（1972年、NET） - 大谷政夫
- 怪談 第7回「地獄へつづく甲州路」（1972年、MBS） - 三太
- ジキルとハイド 第11話「愛は罪深くとも……」（1973年、CX）
- アイフル大作戦 第2話「男性飼育必敗法」（1973年、TBS） - タクシーの運転手
- 非情のライセンス（NET）
  - 第1シリーズ
    - 第4話「兇悪のサファイア」（1973年） - 安
    - 第23話「兇悪のシャンソン」（1973年） - チンピラ
    - 第43話「兇悪の霊柩車」（1974年） - 白バイ隊員

  - 第2シリーズ 第66話「兇悪の振子」（1976年） - タクシー運転手
- 剣客商売 第11話「身代金千両」（1973年、CX） - 音吉
- 旅人異三郎 第5話「おんな仁義が火祭りに映えた」（1973年、12ch）
- どっこい大作（1973年、NET） - 白木 ※レギュラー
- へんしん!ポンポコ玉 第8話「ピンチ? ぴんちナノダ!」（1973年、TBS） - ぶつかった男
- 流星人間ゾーン 第18話「指令『日本列島爆破せよ』」（1973年、NTV） - PS73輸送担当員 [注釈 3]
- 素浪人 天下太平 第20話「からすなぜなく遠い空」（1973年、NET） - 岩松
- 大江戸捜査網 第3シリーズ（12ch）
  - 第3話「天狗の館が燃えた」（1973年） - 才次
  - 第205話「謎の女を張り込め!」（1975年） - 地獄耳の銀次
  - 第144話「緋牡丹に賭けた恋」（1976年） - 虎吉の子分
  - 第185話「偽情報の罠」（1977年） - 駕籠掻き
- 水滸伝 第9話「宋江・危機一髪」、第10話「梁山泊軍 江州に躍る」（1973年、NTV） - 獄卒
- 右門捕物帖 第3話「島帰り」（1974年、NET） - 掏摸
- 特捜記者 犯罪を追え 第16話「ダブル・クラッチ」（1974年、KTV）
- 幡随院長兵衛お待ちなせえ 第14話「女が燃える!」（1974年、MBS）
- 太陽にほえろ!（NTV）
  - 第91話「おれは刑事だ!」（1974年） - 高辻の手下（刺殺犯）
  - 第148話「友情」（1975年） - 山上
- 座頭市物語 第2話「子守唄に咲いた女郎花」（1974年、CX） - 乾分 岩松
- 伝七捕物帳 第43話「江戸錦 夫婦の花道」（1974年、NTV）
- 鞍馬天狗 第8話「裏切る」（1974年、NTV） - 松公
- 傷だらけの天使（NTV）
  - 第12話「非情の街に狼の歌を」（1974年）- 警官
  - 第26話「祭りのあとにさすらいの日々を」（1975年） - タクシー運転手
- SFドラマ 猿の軍団（1974年 - 1975年、TBS） - ゲバー署長
- 水もれ甲介 第16話「幸せになろうな?」（1975年、NTV） - 警官
- けんか安兵衛 第25話「刀をすてるとき」（1975年、KTV） - 京太郎
- あなただけ今晩は（1975年、CX） - 駅員
- 水曜劇場・寺内貫太郎一家2　第5話（1975年、TBS）　-クリーニング屋
- 十手無用 九丁堀事件帖 第8話「鐚銭一文おいらの願い」（1975年、NTV）
- 秘密戦隊ゴレンジャー（1975年 - 1977年、NET） - 大岩大太 / キレンジャー
- 少年探偵団（1975年 - 1976年、NTV） - ナレーター
- 気まぐれ天使 第9話「シンデレラの靴」（1976年、NTV）
- あがり一丁!（1976年、NTV） - 純
- 新・二人の事件簿 暁に駆ける! 第22話「マル秘を燃やせ!」（1977年、ABC）
- 華麗なる刑事 第7話「ピアニストの罠」、第24話「恐怖のドライブ・イン」（1977年、CX） - 山口刑事
- 快傑ズバット 第29話「父母なき子 涙の復讐」（1977年、12ch） - テニスの陣太郎
- 赤帽かあちゃん（1977年、NTV） - 松田
- 同心部屋御用帳 江戸の旋風III 第29話「壊れた人形」（1977年、CX）
- 新幹線公安官 第1シリーズ 第3話「恐怖が見えますか」（1977年、ANB） - 溝口興業組員
- 冒険ファミリー ここは惑星0番地 第19話「タイムトンネルの秘密」（1978年、ANB） - トラックの運転手
- がんばれ!レッドビッキーズ（1978年、ANB） - 野坂（モンキーズ監督）
- 透明ドリちゃん 第13話「パパと対決 ガンバス大王」（1978年、ANB） - 通行人のサラリーマン
- 八甲田山（1978年、TBS） - 高橋伍長
- オレの愛妻物語（1978年、NTV） - 鬼藤
- 気まぐれ本格派 第35話（1978年8月23日放送、NTV）[注釈 4]

### 映画
- おいろけコミック 不思議な仲間（1970年、東宝）
- 奇妙な仲間 おいろけ道中（1970年、東宝） - タクシー運転手
- 喜劇 おめでたい奴（1971年、東宝）
- 鏡の中の野心（1972年、松竹） - チンピラ
- 高校生無頼控（1972年、東宝）
  - 高校生無頼控 突きのムラマサ（1973年、東宝） - コンチュウ
  - 高校生無頼控 感じるゥ〜ムラマサ（1973年、東宝） - 又三郎
- 恐怖女子高校シリーズ
  - 恐怖女子高校 暴行リンチ教室（1973年、東映） - 運転手
  - 恐怖女子高校 不良悶絶グループ（1973年、東映） - 司会者
- 戦争と人間 第三部 完結編（1973年、日活） - 辻参謀関東軍の従卒
- 温泉おさな芸者（1973年、東映） - 平石
- ネオンくらげ 新宿花電車（1973年、東映） - 御用聞き
- 卓のチョンチョン（1974年、日活） - 主演・三宮金痔郎
- ルパン三世 念力珍作戦（1974年、東宝） - 警備員 [注釈 3]
- フィンガー5の大冒険（1974年、東映） - 全ガキ連のリーダー
- 沖縄やくざ戦争（1976年、東映） - 伊波
- ジャッカー電撃隊VSゴレンジャー（1978年、東映） - キレンジャーの声 [注釈 3]

### その他
- 宮内洋ショー - 司会[9]
- 後楽園ゆうえんちアクションショー
  - 「秘密戦隊ゴレンジャーショー」 - 大岩大太 役
  - 「ジャッカー電撃隊ショー」 - 大岩大太 役